# Amauronematus hebes
Amauronematus hebes är en stekelart som beskrevs av Friedrich Wilhelm Konow 1907. Amauronematus hebes ingår i släktet Amauronematus, och familjen bladsteklar. Arten är reproducerande i Sverige.